# Rivière aux Oiseaux
Rivière aux Oiseaux är ett vattendrag i Kanada.   Det ligger i provinsen Québec, i den östra delen av landet, 500 km nordost om huvudstaden Ottawa.
I omgivningarna runt Rivière aux Oiseaux växer i huvudsak blandskog. Trakten runt Rivière aux Oiseaux är nära nog obefolkad, med mindre än två invånare per kvadratkilometer.